# Technopol Tulln

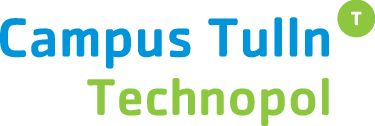
Logo des Campus Tulln Technopol

Der Technopol Tulln ist ein Universitäts-, Forschungs-/Technologie- und Gründerzentrum (IFA-Tulln, Universitäts- und Forschungszentrum Tulln – UFT, Campus Tulln, Techno-Park Tulln, Technologie- und Forschungszentrum Tulln – TFZ) in der Stadt Tulln an der Donau, Niederösterreich. Der Fokus liegt auf dem Umgang mit natürlichen Ressourcen und biobasierten Technologien.
Hier fanden Kompetenzzentren der Bundesinitiative Kplus (heute COMET Kompetenzzentren) einen Standort.

## Lage
Das Technopol liegt am Südostrand der Stadt, hinter dem Universitätsklinikum Tulln.
Der Campus als Herzstück des Technopols mit etwa 30 Hektar umfasst das Gebiet zwischen Konrad-Lorenz-Straße und Dr.-Karl-Landsteiner-Straße, im Westen von der Frauenhofner Straße, im Osten der Gregor-Mendel-Straße begrenzt, mit um die 7.700 m² Büro- und Laborflächen im TFZ Tulln.

## Geschichte und Organisation
Beginn der 1990er siedelte sich hier das Interuniversitäre Department für Agrarbiotechnologie (IFA Tulln), ein gemeinsames Projekt der Universität für Bodenkultur Wien (BOKU), der Technischen Universität Wien (TU) und der Veterinärmedizinische Universität Wien (VetMed) an. Die Planung stammt vom Architekten Franz Fehringer, 1994 wurde der Institutskomplex eröffnet.
1986 war die Raiffeisen Bioforschung GmbH unmittelbar neben dem Gelände der Zuckerfabrik Tulln gegründet worden, mit dem Ziel die biotechnologische Nutzung von landwirtschaftlichen Rohstoffen zu erforschen. Sieben Jahre später konzentrierte Agrana, der österreichische Stärke und Zucker-Produzent (Wiener Zucker), ihre Forschungsstandorte von Gmünd (Kartoffelstärke-Fabrik) und Fuchsenbigl im Marchfeld (Zuckerforschungsinstitut) nach Tulln, vergrößerte das bestehende Forschungsgebäude erheblich und benannte das Forschungszentrum in Zuckerforschung Tulln um. 2014 wurden die Forschungsräumlichkeiten neuerlich erheblich erweitert und als Agrana Research & Innovation Center umfirmiert. Es ist mit ca. 90 Mitarbeitern das zentrale Forschungs- und Entwicklungszentrum für die Agrana-Gruppe und auch als Dienstleister in Forschung und Entwicklung in vielen Branchen tätig. Die Schwerpunkte der Tätigkeit liegen in der Bereitstellung, Verarbeitung und Anwendung landwirtschaftlicher Produkte für Lebensmittel und für nachwachsende Rohstoffe für technische Zwecke.
Seit den 2000ern wurde in Österreich eine Wissenschafts- und Technologieoffensive gestartet. Technopol – betreut von der Landes-Wirtschaftsagentur ecoplus – ist das niederösterreichische Programm für technologieorientierte Standortentwicklung, in dem Kompetenzzentren zwischen Grundlagenforschung, angewandten Wissenschaften und problemorientierter wirtschaftlicher Forschung und Entwicklung vermitteln. Die am Standort Tulln geförderten Technologiefelder sind Lebensmittel- und Futtermittelsicherheit, Agro-Biotechnologie und Biobasierte Prozesstechnologie. Für den Technopol Tulln wurde das Areal rund um das IFA ausgeweitet (Techno-Park Tulln mit um die 53.000 m² Grundstück).
2002 startete die Fachhochschule Wiener Neustadt mit einem Lehrangebot. Bis Dezember 2005 wurde westlich des IFA das Technologiezentrum Tulln errichtet, es dient als Betriebsansiedlungsgebiet für außeruniversitäre Forschungseinrichtungen, Spin-offs und Start-up-Unternehmen.
2011 eröffnete östlich des IFA das neue Universitäts- und Forschungszentrum (UFT) am Technopol Tulln, mit 15.000 m² Laborflächen, Seminarräumen, Cafeteria, zwei Glashäusern, Werkstätten, einem Holz-Technikum und Parkplätzen, und weiteren 350 High-tech-Arbeitsplätzen.
Westlich wurde 2012 ein weiteres Areal für kommunale Infrastruktur (Kindergarten, Studentenheim, Rotes Kreuz) geschaffen. 2013–14 wurde das TFZ auf 5.500 m² ausgebaut, weitere Erschließungsflächen sind noch offen.
Das TFZ (Technologie- und Forschungszentrum Tulln Ges.m.b.H.) gehört zu 70 % dem Land Niederösterreich (via ecoplus Beteiligungen GmbH), zu 30 % der Stadt Tulln (Tullner Liegenschaftsaufbereitung GmbH), und der Techno-Park Tulln Ges.m.b.H. (Raiffeisen-Holding NÖ-Wien 51 %, Land/ecoplus Beteiligungen 39 %, Stadt/Liegenschaftsaufbereitung 10 %).
Am Standort sind (Stand 2024) 1200 Beschäftigte, darunter 600 Wissenschaftler tätig. Finanziert wird das Projekt aus Regionalförder- und EU-Mitteln. Das Universitäts- und Forschungszentrum ist ein gemeinsames Projekt von BOKU, AIT, Stadt Tulln und Land Niederösterreich.

## Ansässige Institutionen und Infrastruktur
Am Technopol finden sich folgende wissenschaftliche und wirtschaftliche Institutionen (Auswahl, Stand 3/2021):
- BOKU Standort Tulln[15]
  - am IFA-Tulln vom Department für Agrarwissenschaften die Institute für
    - Biotechnologie in der Pflanzenproduktion (AGRI-BIOP)
    - Institut für Bioanalytik und Agro-Metabolomics (AGRI-IBAM)
    - Umweltbiotechnologie (AGRI-UBIO)

  - am UFT-Tulln vom Department für Agrarwissenschaften                                                         die Institute für
    - Mikrobielle Genetik (AGRI-IMIG)
    - Landtechnik (AGRI-ATEC)
    - Ökologischen Landbau (AGRI-OELA)
    - Pflanzenbau (AGRI-PBAU)
    - Pflanzenschutz (AGRI-IFPS)
    - Pflanzenzüchtung (AGRI-IPZG)
    - Wein- und Obstbau (AGRI-WEOB)
    - Versuchswirtschaft (AGRI-FARM)

  - vom Department für Naturwissenschaften und Nachhaltige Ressourcen                   die Institute für
    - Chemie nachwachsender Rohstoffe
    - ABCT Austrian Biorefinery Center Tulln
    - C. Doppler Labor
    - ABC&M Doctoral School
    - BOKU Core Facility "ALICE"
    - Holztechnologie und Nachwachsende Rohstoffe (mit Koop Wood K Plus)

  - vom Department für Ökosytemmanagement, Klima und Biodiversität                      das Institut für
    - Bodenforschung
    - ISOP Grpup
- Fachhochschule Wiener Neustadt – Campus Tulln (FHWN-Tulln) – Biotechnische Verfahren, Biotechnology  & Analytics, BioDataScience und seit Herbst 2024 Softwaretechnik & Digitaler Systembau. (B./M.Sc.)[16]
- Agrana Research & Innovation Center[17] – Innovationscenter der AGRANA für die Geschäftsfelder Frucht, Stärke und Bioethanol wie auch Zucker, befindet sich unmittelbar neben dem Gelände der Zuckerfabrik Tulln[18] – Forschungsschwerpunkte: Zuckertechnologie, Fruchttechnologie, Stärketechnologie, Mikrobiologie und Biotechnologie.
- AIT Austrian Institute of Technology, Health & Environment Department (Hauptstandort Wien) – innovative Lösungen im Bereich medizinische Diagnostik, Ambient Assisted Living, Implantologie, Ressourcen, Umweltanalytik, Wassermanagement, Bodenkunde
- Wood K plus – "Kompetenzzentrum Holz GmbH" [19] (Hauptsitz Linz, Sciencepark) – COMET K1-Kompetenzzentrum für Holzwerkstoffe; Zusammenarbeit mit dem Institut der BOKU
- BEST - Bioenergy and Sustainable Technologies[20] (Hauptsitz Graz, TU) – COMET K1-Kompetenzzentrum für Neue Energietechnik
- BIOMIN Research Center (BRC, Unternehmen der Erber Gruppe) – Futtermittelzusätze und Prämixe
- Romer Labs Diagnostics (Erber Gruppe, Partner des Christian Doppler-Labors für Mykotoxin-Analytik) – Analytik von Pilzgiften

Außerdem verfügt das Technopol über umfassende Gewächshäuser, Freianlagen und Stallungen.

## Nachweise
1. ↑  "ecoplus - Technopol Tulln", abgerufen am 27. Mai 2025.
2. ↑  ecoplus: "TFZ Tulln" Abgerufen am 25. Juni 2025.
3. 1 2 3 4  Techno-Park Tulln Verwaltung (Memento vom 20. Mai 2016 im Internet Archive); Techno-Park Tulln (Memento vom 20. Mai 2016 im Internet Archive), Techno-Park Tulln Ges.m.b.H./ecoplus. Niederösterreichs Wirtschaftsagentur GmbH.
4. 1 2  Beteiligungen, ecoplus Tochterbeteiligung: TFZ Technologie- und Forschungszentrum Tulln Ges.m.b.H.
5. ↑  Technopole in Niederösterreich, ecoplus.at; 
Technopol Tulln Abgerufen am 27. Mai 2025.
6. ↑  "ecoplus - Technopol Tulln", abgerufen am 27. Mai 2025.
7. 1 2  Das TFZ Tulln – Technologie- und Forschungszentrum Tulln, tfz-tulln.at, abgerufen am 27. Mai 2025.
8. 1 2  , BOKU/UFT.
9. ↑  Grundstein für Universitätszentrum Tulln wurde gelegt, noe-news.at, 18. September 2009;
 Universitäts- und Forschungszentrum Tulln eröffnet, derStandard.at, 29. September 2011
10. ↑  Standorte: Technopol Tulln (Memento vom 29. Januar 2013 im Internet Archive), ecoplus. Niederösterreichs Wirtschaftsagentur GmbH, ecoplus.at → Technologie & Forschung, abgerufen am 4. April 2013.
11. ↑  Universität für Bodenkultur: Universitäts- und Forschungszentrum Tulln.
12. ↑  Technologiezentrum Tulln (TZT) wird erweitert, chemiereport.at, 3. März 2013
13. ↑  Technopol Tulln Homepage abgerufen am 27. Mai 2025
14. ↑  Mieter im TFZ (Mieter A-Z Übersicht im TFZ Tulln); Unternehmen am Technopol Tulln (Übersicht über unsere Partner), abgerufen am 12. Juni 2025.
15. ↑  BOKU-Standort Tulln, boku.ac.at → Über die Boku → Standorte
16. ↑  Campus Tulln (tulln.fhwn.ac.at)
17. ↑  Agrana Research & Innovation Center Homepage des Forschungszentrums der Agrana-Gruppe
18. ↑  Wertvoller Beitrag der ZFT – Bioraffinerie Pischelsdorf / Die Zuckerforschung Tulln ist an der Entwicklung von Maßnahmen zur Erhöhung der Wertschöpfung der Bioethanolproduktion beteiligt. Das für den gesamten österreichischen Bedarf benötigte Bio-Ethanol kann von der Agrana in der Bioraffinerie in Pischelsdorf hergestellt werden. In: Mein Bezirk, 26.05.2023, Artikel, zuckerforschung.at.
19. ↑  wood-kplus.at Homepage von Kompetenzzentrum Holz GmbH
20. ↑  Bioenergy 2020+ (bioenergy2020.eu)

- Internationales Zentrum für biobasierte Technologien Technopol Tulln, ecoplus.at